# Marin Mersenne
Marin Mersenne, francoski matematik, fizik, filozof, teolog, muzikolog in glasbeni teoretik, * 8. september 1588, blizu Oizeja, Sarthe, Maine, Francija, † 1. september 1648, Pariz.

## Življenje in delo
Mersenne je izhajal iz kmečke družine. Izobraževal se je na jezuitskem kolegiju v La Flècheju, kjer je bil Descartesov sošolec in prijatelj. Leta 1611 se je kot redovnik pridružil minoritskemu redu. Posvetil se je filozofskemu poučevanju v različnih ženskih samostanskih šolah, vključno z Neversom. Leta 1620 se je ustalil v pariški ženski samostanski šoli L'Annonciade. Naslednja štiri leta je pisal filozofska in teološka dela. Objavil je dela Quaestiones celeberrimae in Genesim (1623), L'Impieté des déistes (1624) in La Vérité des sciences (1624). Včasih nepravilno navajajo, da je bil jezuit. Izobrazili so ga jezuiti, pridružil pa se jim ni nikoli.  
Mersenne je delal na področju akustike in gibanja tekočine. Prvi je izmeril hitrost zvoka. 
Leta 1636, več kot 25 let po prvem Galilejevem daljnogledu je kot član minoritskega reda predlagal konstrukcijo zrcalnega daljnogleda. 
V delu L'Harmonie universelle iz istega leta je podal glasbeno teorijo in opisal mnoga glasbila. Odkril je alikvotne tone. Branil je Descartesove filozofske zamisli. Z njim so si dopisovali Descartes, de Fermat, Desargues, Pascal in mnogi drugi znanstveniki. Rekli so, da je obvestiti Mersenna o kakem odkritju pomenilo to objaviti po vsej Evropi. Tedaj še ni bilo znanstvenih revij. Okoli skupine učenjakov okoli njega so leta 1666 ustanovili Kraljevo akademijo znanosti, katere ustanovni član je bil tudi Huygens. 
Mersenne je najbolj znan po Mersennovih številih oblike:
{\displaystyle M_{n}=2^{n}-1\!\,,}
kjer je n praštevilo. V predgovoru svoje knjige Cogita physico-mathematica, ki je izšla leta 1644, je zapisal, da je Mn praštevilo za n = 2, 3, 5, 7, 13, 17, 19, 31, 67, 127, 257 in sestavljeno število za vse druge n, manjše od 257. Kako je prišel do tega, danes ne ve več nihče. Vsekakor je bil presenetljivo blizu resnici. Do takrat je bilo znanih le 7 Mersennovih praštevil za n = 2, 3, 5, 7, 13, 17, 19. Prvo naslednje Mersennovo praštevilo je potrdil Euler. Leta 1750 je dokazal, da je M31 = 2147483647 zares praštevilo. Njegov rekord je zdržal do leta 1880, ko je F. Landry odkril naslednje večje praštevilo. Šele leta 1947, ko so se pojavila dobra namizna računala, je bilo mogoče celotno Mersennovo trditev preveriti. Napravil je le pet napak: M67 in M257 nista praštevili, M61, M89 in
M107 pa so še praštevila, ki jih je Mersenne na roke izpustil. Z Mersennovimi števili so v tesni povezavi popolna števila, saj po Evklidu velja, da vsa popolna števila Pn dobimo iz vseh tistih Evklid-Mersennovih števil Mn, ki so Mersennova praštevila:
{\displaystyle P_{n}=M_{n}(2^{n-1})\!\,.}
Mersenne je uredil dela Evklida, Arhimeda in drugih grških matematikov. Druga njegova dela so še Euclidis elementorum libri, itd. (Pariz, 1626), Les Mécaniques de Galilée (Pariz, 1634), Questions inomes ou recreations des savants (1634); Questions théologiques, physiques, itd. (1634); Nouvelles découvertes de Galilée (1639) in Universae geometriae synopsis (1644).
V glasbi je predlagal {\displaystyle {\sqrt {\sqrt {2 \over 3-{\sqrt {2}}}}}} kot razmerje za polton. Vrednost je bila natančnejša od vrednosti 18/17 Vincenza Galilea in se jo je dalo skonstruirati z ravnilom in šestilom. Njegov opis prve absolutne določitve frekvence tona (pri 84 Hz) v delu L'Harmonie universelle iz leta 1636 nakazuje, da je poznal razmerje dveh nihajočih strun. Zaznano harmonijo dveh takšnih zvokov se da pojasniti, če je razmerje frekvenc nihanja zraka tudi 1 : 2, kar je v skladu z domnevo o načinu zvočnega valovanja.